# Tangachromis dhanisi
Tangachromis dhanisi là một loài cá thuộc họ Cichlidae. Nó được tìm thấy ở Burundi, Cộng hòa Dân chủ Congo, Tanzania, and Zambia. Môi trường sống tự nhiên của chúng là hồ nước ngọt. They eat many different types of water insects but they also eat larger animals when they are suffering from hunger. They have been known for consuming various types of rabbit and also other fish.